# 陳健嚴
陳健嚴（1993年6月19日—），臺灣街舞舞者，擅長Breaking舞風，隶属舞蹈團體Boyz In The Hood。

## 簡介
陳健嚴較少使用全名，常使用名稱有：健嚴、BBOY LIAN、Lian（參與比賽常用此名），也曾使用名稱：LAN。國中（14歲）參加熱舞社，開始學跳舞。大學就讀台北市立大學運動藝術學系。大學時期是台灣綜藝節目《大學生了沒》班底。
2019年（26歲）參與跳舞比賽節目《這！就是街舞第二季》，屬吳俠聯盟戰隊，最後進到14強。在節目中，他與同隊成員 Gumball（孫悟空）和嘉賓舞者朱洁静一起完成舞蹈作品《暮光之城》，扮演吸血鬼。14強爭奪4強時演出作品《日子》。
所屬舞團Boyz In The Hood成立於2010年。除了舞者身份，也是服装店 REMIX CLOTHING TAIPEI 的員工。

## 參與比賽
- Toyota Boty Taiwan 2017 世界霹靂舞爭霸賽臺灣資格賽（4強）[7]
- BIS（Battle In Shanghai）[8]
- HHI（HipHop International）Taiwan（嘻哈國際街舞錦標賽台灣站）
- DANCE@LIVE WORLD CUP
- 這就是街舞第二季（14強）